# Madison 56ers
Madison 56ers é uma equipe americana de futebol baseada em Madison, Wisconsin. Fundada em 2005, a equipe disputa a UPSL.
Desde a sua criação, o clube chamou Breese Stevens Field de campo. A equipe jogou uma temporada no Warner Park em 2008 devido a reformas no Breese Stevens Field. As cores da equipe são vermelho, preto e branco.
O lado do 56ers NPSL faz parte do Madison 56ers Soccer Club, que foi fundado em 1956. O clube ganhou 22 campeonatos estaduais juvenis, um campeonato nacional masculino, seis campeonatos estaduais masculinos, quatro campeonatos masculinos da Região II da USASA e três campeonatos estaduais femininos. Os 56ers também têm uma equipe na Liga Premier de Futebol Feminina que começou em 2010.

## História
O primeiro jogo da equipe foi uma vitória por 5 a 1 sobre o Inferno 95, do Minnesota, em um amistoso em 15 de maio de 2005 no Breese Stevens Field, com Jed Hohlbein marcando o primeiro gol da equipe. A equipe terminou em 6-8 no geral, terceiro no NPSL Midwest com um recorde de 5–5, atrás do campeão do NPSL Detroit e Milwaukee . Hohlbein foi nomeado para a equipe inaugural do NPSL All-Midwest.
Em 2006, o Princeton 56ers tinha 12–2–4 no geral e ganhou o título NPSL Midwest com um registro de 8–0–2. Eles perderam para o Sacramento Knights por 2-0 no jogo do campeonato NPSL em 29 de julho de 2006, com Anthony Chimienti e Alfredo Renteria marcando nos 19 minutos finais. O jogo atraiu uma multidão recorde de 1.351. O goleiro Eric Mickschl foi nomeado MVP do NPSL Midwest, enquanto o companheiro de equipe Jed Hohlbein também fez o time All-Midwest pela segunda vez.
Em 2007, o time foi 13–3–1 no geral e repetiu como campeão do NPSL Midwest com um registro de 8–1–1. Eles perderam para o Southern California Fusion por 1-0 nas semifinais do NPSL em 27 de julho de 2007 em La Mesa, Califórnia, e derrotaram o Sonoma County Sol por 1-0 na partida de terceiro lugar em 28 de julho de 2007. O meio-campista Brad Ring foi nomeado MVP do NPSL Midwest e juntou-se à equipe do All-Midwest pelo goleiro Ryan Germann, zagueiro Reed Cooper, zagueiro Tenzin Rampa e atacante Jed Hohlbein. Os 56ers fizeram sua estréia nas eliminatórias da US Open Cup em 2007, como representante do NPSL. Eles perderam para o Detroit United por 2 a 1 na primeira rodada do torneio de qualificação da USASA Region II em 21 de abril. Uma partida contra o SC Wiedenbrück, da quarta divisão alemã, em 23 de junho de 2007, foi sua primeira partida contra competições internacionais.
Em 2008, a equipe foi 7–3–2 no geral e empatou em segundo lugar no NPSL Midwest, com um recorde de 3–1–2. Henry Aiyenero foi o maior goleador da equipe com cinco gols. Jed Hohlbein, Brad Ring, Reed Cooper e o meio-campista Trevor Banks foram nomeados para a equipe All-Midwest. Na US Open Cup de 2008, eles venceram por desistência sobre o Bloomington (Ind. ) Cortadores na primeira rodada da fase II de qualificação, perdendo para o RWB Adria por 2-0 nas meias-finais.
Em 2009, a equipe terminou 8-3-2 no geral e 5-2-1 no NPSL Centro-Oeste, empatando o St. Paul Twin Stars e o Chicago Fire NPSL no topo da classificação. As Estrelas Gêmeas receberam o título regional e uma vaga nas semifinais nacionais do NPSL em um desempate. Keith Dangarembwa liderou o time com quatro gols e foi um dos cinco jogadores do 56ers nomeados para o time do Meio-Oeste, juntando-se ao goleiro Jon Szafranski, ao meio-campista Pablo Delgado e aos defensores Trevor Banks e Brian Bultman. Os 56ers fizeram sua estréia na USASA Region II Amateur Cup, perdendo para a Croácia Cleveland por 3 a 0 e depois derrotando o FC Indiana por 3 a 1 e o AAC Eagles por Illinois por 5 a 3 na competição em Oak Forest, Illinois, mas sem avançar para a final.
Em 2010, a equipe terminou 10–7–2 no geral e 8–2–0 no NPSL Centro-Oeste, conquistando seu terceiro campeonato regional. O 56ers perdeu para o Chattanooga FC por 2-0 nas semifinais nacionais do NPSL em 29 de julho de 2010 e perdeu para o FC Sonic Lehigh Valley por 3 a 1 na partida de terceiro lugar em 30 de julho de 2010. O brasileiro Werebetth Rocha, conhecido como Betinho, liderou o time com oito gols. O meio-campista Trevor Banks foi nomeado pela equipe All-Midwest pela terceira vez, enquanto o meio-campista Keenan Newallo, o zagueiro Brian Bultman e o goleiro Jon Szafranski foram homenageados pela segunda vez. O defensor Sean Ronnekleiv-Kelly, em sua primeira temporada com a equipe, também foi uma seleção de todas as regiões. Os 56ers terminaram 0 a 1 na Copa Amador da Região II da USASA, empatando o Detroit United por 1 a 1 e perdendo para o Inferno SC de Illinois por 3 a 0; o final marcado contra o St. Louis Kutis SC foi cancelado devido às condições de campo, com ambas as equipes fora de disputa por avanço.
Em 2011, o 56ers fez sua primeira aparição na US Open Cup desde o início da equipe do NPSL. Um time amador masculino anterior do clube se classificou para o torneio em 1988, 1989, 1990 e 1991.
Em 2015, depois de vencer a conferência do NPSL no meio-oeste, o clube mudou para a Premier League da América do segundo ano.